# Wildflower (álbum de Sheryl Crow)
Wildflower es el quinto álbum de estudio de la cantante y compositora estadounidense Sheryl Crow, lanzado el 27 de septiembre de 2005. Aunque el álbum debutó en el número 2 en Billboard 200, recibió críticas mixtas y no fue un éxito comercial como los discos anteriores, llegando al número 25 en UK Album Chart (dónde todos sus discos anteriors habían sido Top 10 en éxitos).
En diciembre de 2005, sin embargo, el álbum estuvo nominado por Mejor Álbum Vocal pop en los Premios Grammy, mientras que también estuvo nominada por Mejor Interpretación Pop Femenina en un premio Grammy por la canción "Good Is Good".
El álbum fue certificado Platino en Estados Unidos en diciembre de 2005, y desde enero de 2008, vendió 949,000 unidades allí.
Una edición deluxe del disco fue lanzado, que contiene un DVD adicional con versiones acústicas de muchos de las canciones del álbum, como también el vídeo promocional por el sencillo "Good Is Good".

## Lista de canciones
1. "I Know Why" (Crow) – 4:15
2. "Perfect Lie" (Crow) – 4:34
3. "Good Is Good" (Crow, Jeff Trott) – 4:18
4. "Chances Are" (Crow, Trott) – 5:16
5. "Wildflower" (Crow) – 3:57
6. "Lifetimes" (Crow, Trott) – 4:12
7. "Letter to God" (Crow, Trott) – 4:04
8. "Live It Up" (Crow, Trott) – 3:42
9. "I Don't Wanna Know" (Crow, Trott) – 4:28
10. "Always on Your Side" (Crow) – 4:15
11. "Where Has All the Love Gone" (Crow, Trott) – 3:40
12. "Wildflower (Acústica)" (Crow) [Bonus track en Latinoamérica, Reino Unido, Japón & Australia]
13. "Where Has All the Love Gone (Acústica)" (Crow, Trott) [Bonus track en Reino Unido & Japón]
14. "Letter to God (Acústica)" (Crow, Trott) [Bonus track Japón]

## Edición Deluxe DVD de Wildflower
1. "Always On Your Side"(con Sting) – 4:13
2. "If it Makes You Happy" (en vivo) – 5:14
3. "Where Has All the Love Gone" (versión acústica) – 3:39
4. "Letter to God" (versión acústica) – 3:34

## Listas
Álbum
| Año  | Lista             | Posición |
| ---- | ----------------- | -------- |
| 2005 | The Billboard 200 | 2        |
| 2005 | UK Albums Top 40  | 25       |

## Vídeos musicales
- "Good Is Good
- "Always On Your Side" (con Sting)
- "Perfect Lie" (Versión acústica)
- "I Dont' Wanna Know "(del documental "Saving the American Wild Horse")

Más vídeos fueron incluidos en el DVD Wildflower
- "Good Is Good" (Versión acústica)
- "I Know Why" (Versión acústica)
- "Where Has All The Love Gone" (Versión acústica)
- "Always On Your Side" (Versión acústica)
- "Letter To God" (Versión acústica)
- "Lifetimes" (Versión acústica)

## Personal
- Abe Laboriel Jr. - batería
- Ali Helnwein - arreglo de cuerdas
- Allen Sides - ingeniero de cuerdas
- Andy Sharp - asistente de ingeniero
- Bob Ludwig - masterización
- Brandon Duncan - asistente de ingeniero
- Brian MacLeod - batería, guitarra acústica
- Brian Vibberts - asistente de ingeniero
- Carter Smith - fotografía
- Daniel Chase - Casio, batería, ingeniero, percusiín, programación
- Dave Way - ingeniero
- David Campbell - arreglo de cuerdas
- Dean Baskerville - ingeniero
- Drew Bonderhaar - asistente de ingeniero
- Eric Danchick - asistente de ingeniero
- Errin Familia - asistente de ingeniero
- Greg Leisz - guitarra barítona
- Gustavo Papaleo - foto de portada
- Jamie Muhoberac - teclados
- Jeff Moses - asistente de ingeniero
- Jeff Rothschild - batería, ingeniero, mezcla, programación
- Jeff Trott - bajo, programación de batería, guitarra acústica, guitarra eléctrica, teclados, piano, productor, bajo sintetizador, coros, Wurlitzer
- Jimmy Hoyson - asistente de ingeniero
- John Shanks - banjo, bajo, guitarra acústica, guitarra eléctrica, teclados, mezcla, productor, coros
- Keith Schreiner - programación de batería
- Kevin Harp - asistente de ingeniero
- Mike Elizondo - bajo
- Pam Wertheimer - coordinación de producción
- Psyop - dirección de arte, diseño, ilustraciones
- Roger Joseph Manning Jr. - piano
- Scooter Weintraub - gestión
- Shari Sutcliffe - contratista, coordinación de producción
- Sheryl Crow - bajo, guitarra acústica, armonías vocales, teclados, pianos, productor, voz, coros, Wurlitzer
- Sheryl Nields - foto de portada, fotografía
- Steve Churchyard - ingeniero de cuerdas
- Trina Shoemaker - ingeniero